# Culture Kultür
Это статья об испанской электронной группе.
Culture Kultür — испанская электронная группа, играющая в стиле EBM c элементами darkwave, synth-pop, future-pop, в составе Salva Maine (вокал), Josua (синтезатор/программирование). В концертной деятельности принимает участие Distortiongirl (синтезатор), и Ray Storm (синтезатор).

## История группы
Группа образовалась в 1992 в Малаге, Южная Испания. Группа эволюционировала от EBM с голосом, искаженным дисторшином, к мелодичному электропопу со сложной лирикой, подкрепленной сильным вокалом.
С момента создания и до 1998, группа, в поиске полной свободы самовыражения, не сотрудничала с лейблами и самостоятельно выпускала материал. Это — период сотрудничества с другими испанскими проектами, такими как Oberman, In the Dark, Saturnia Piri и Fangoria. Фронтменом CK тогда являлся Wolfran, один из основателей группы.
В 1999 группа подписывает контракт с независимым немецким лейблом Out of Line. Выпускаются «Manifesto» и «Reflex», состоящие из уже записанного материала группы. Salva Maine присоединяется к группе как основной вокалист, и новые песни записаны и изданы в «DNA Slaves» EP, который быстро поднимается до 10 места в DAC (Немецкий Альтернативный Чарт). В этом году группа также участвует в туре по Европе «Tierra Eléctrica» совместном с Hocico и K.I.F.O.T.H., который был записан и выпущен ограниченным тиражом на CD.
Их второй альбом, «Revenge» (2001), содержит хиты, которые стали известны во всем мире — «Promised land Blues», «Forever» и «War is Over», став классикой клубной музыки. «Combat!» EP, выпущенный в 2002, является последней работой с участием Wolfran, оставившим группу ради карьеры диджея.
В 2005, CK издает свой шестой альбом, «Reborn», который достигает третьей строчки DAC.
С 1999 группа участвовала в различных фестивалях Wave Gothic Treffen, M'era Luna, Infest и Eurorock, Terra Gotha выступала в городах Европы и Америки. Так же CK занимается созданием ремиксов.

## Дискография

### Альбомы
- Bump! (Microscopic, 1998)
- Reflex (Out Of Line, 1999)
- Revenge (Out Of Line, 2001)
- Reborn (Out Of Line, 2005)
- Spirit (Caustic Records, 2010)

### Миньоны / Синглы
- Bass…Can You Hear Me? (1992)
- F.T.W. (1993)
- Spike (Microscopic, 1996)
- Rev.-Time (Microscopic, 1996)
- Default (Microscopic, 1997)
- Aftermath (Microscopic, 1998)
- Manifesto (Out Of Line, 1999)
- DNA Slaves (Out Of Line, 1999)
- Combat (Out Of Line, 2002)

### Некоторые компиляции с участием CK
- Awake The Machines vol.2 (Out Of Line, 1999)
- Re-Activated (caustic records, 1999)
- Electrauma 5 (triton/side-line, 1999)
- This Is Industrial (cleopatra, 2000)
- The Unquiet Grave 2000 (cleopatra, 2000)
- Electrocution version 00:01 (master maschine, 2000)
- Machineries Of Joy (Out Of Line, 2000)
- Zillo Club Hits 6 (SPV, 2001)
- Awake The Machines vol.3 (Out Of Line, 2001)
- Zillo Dark Summer 2002 (SPV, 2002)
- Machineries Of Joy vol.2 (Out Of Line, 2002)
- Awake The Machines vol.4 (Out Of Line, 2003)
- Against (caustic records, 2003)
- Cryonica Tanz V.3 (cryonica music, 2004)
- Machineries Of Joy vol.3 (Out Of Line, 2004)
- Awake The Machines vol.5 (Out Of Line, 2005)